# Саут Сејлем (Охајо)
Саут Сејлем (енгл. South Salem) град је у америчкој савезној држави Охајо.

## Демографија
По попису из 2010. године број становника је 204, што је 9 (-4,2%) становника мање него 2000. године.
| Група             | 2000.       | 2010.       |
| Белци             | 204 (95,8%) | 201 (98,5%) |
| Афроамериканци    | 2 (0,9%)    | 2 (1,0%)    |
| Азијати           | 0 (0,0%)    | 0 (0,0%)    |
| Хиспаноамериканци | 3 (1,4%)    | 0 (0,0%)    |
| Укупно            | 213         | 204         |